# Новинская, Вера Петровна
Вера Петровна Новинская (1900—1982) — советская украинская актриса оперетты (сопрано), Заслуженная артистка Украинской ССР (1940), Народная артистка Украинской ССР (1954).

## Биография
Родилась 19 июля (1 августа по новому стилю) 1900 года в Киеве в семье украинских актёров — её отец П. Чалый работал в театре «Иллюзион».
На сцене работала с 1908 года в труппах Дмитрия Гайдамаки и Павла Прохоровича. После Октябрьской революции, в 1917—1919 годах, работала в театре миниатюр Улиха, в 1918—1919 годах — в оперетте под руководством Вавича и Кошевского. В 1919—1921 годах выступала в Екатеринодаре (ныне — Краснодар) в оперетте под руководством А. Волгина.
С 1921 по 1929 год Вера Новинская работала в театрах Баку (1925, Большой театр Азербайджанской ССР, ныне Азербайджанский театр оперы и балета имени М. Ф. Ахундова), Тбилиси, Ташкента, Ростова-на-Дону, Ленинграда, Харбина и других городов.
Затем вернулась на Украину, работала в Харьковском театре музыкальной комедии в 1929—1934 годах и Киевском театре оперетты в 1935—1972 годах. Была членом КПСС с 1940 года.
В выпуске еженедельника «Культура і життя», посвященном 80-летию Киевского театра оперетты, отмечалось: «Целая эпоха в истории Киевской оперетты связана с именем В. Новинский, которая почти сорок сезонов проработала в родном театре, оставаясь и на склоне лет настоящей звездой оперетты. Рядом с ней формировалось и росло немало артистических поколений: О. Юровская, А. Савченко, В. Васильев, Г. Лойко, Н. Анникова, Н. Блащук, Д. Шевцов, Л. Запорожцева».
Выйдя на заслуженный отдых, проживала в Киеве на улице Шота Руставели, 55/6, где и умерла 15 января 1982 года.
Награждена орденом Трудового Красного Знамени и медалями.
Была замужем за военным — майором Добржинским Всеволодом Николаевичем — командиром флотского полуэкипажа Днепровского отряда Пинской флотилии (1900—1941), погибший 18 сентября 1941, защищая Киев. До войны он в разные годы возглавлял киевскую милицию и был директором завода «Метиз». Был перезахоронен на Лукьяновском военном кладбище.